# Micoureus
Micoureus es un género de marsupiales didelfimorfos de la familia Didelphidae conocidos vulgarmente como marmosas lanudas, contiene 6 especies. Habitan en América Central y norte de América del Sur.

## Zoogeografía
Son animales poco conocidos que habitan bosques nubosos y tropicales de bajura desde las costas caribeñas desde Belice a Colombia así como la gran mayoría de las selvas de la cuenca amazónica.

## Características
Las marmosas lanudas son los animales de mayor envergadura del grupo de marmosas, a lo que contribuye el pelo largo y lanoso que da aspecto de mayor corpulencia a estas especies.
La cabeza es acuminada, con prominentes orejas brillantes y oscuras. Los ojos son oscuros, redondos y saltones, delimitados por sendas marcas oscuras.
La cola suele superar en longitud al cuerpo, pudiendo llegar a medir en algunos ejemplares de Micoureus alstoni hasta 28 cm. Suele ser bicolor, con la mitad proximal cubierta de piel oscura y la distal clara. Tiene capacidad prensil.

## Dieta
Son animales frugívoros e insectívoros mostrando, algunas especies, marcada predilección por polillas y escarabajos. Dados sus hábitos alimenticios, son un arma de doble filo en lo que respecta a su relación con los humanos, pues si bien mantienen las poblaciones de muchos insectos que podrían convertirse en una plaga para los cultivos, pueden asimismo destrozar éstos para aprovechamiento de los frutos.

## Reproducción
No se conoce mucho de su fisiología reproductiva. Carecen de marsupio. Se han encontrado camadas de hasta 11 crías. Las crías han sido detectadas entre los meses de junio y octubre.

## Comportamiento
Como la mayoría de las especies de la familia, éstas también tienen hábitos nocturnos y arborícolas, pero a diferencia de la generalidad, se han logrado observar grupos de algunas especies de marmosas lanudas, sin que haya podido determinarse la existencia de vínculos familiares y/o sociales entre los miembros de los mismos. Estos animales frecuentan zonas habitadas, penetrando incluso en el interior de viviendas.

## Estado de conservación
El estado real de conservación de las distintas especies de 'marmosas lanudas no está bien definido, debido fundamentalmente a la escasez o ausencia de datos reales en la mayor parte de las regiones en las que habitan estos pequeños marsupiales del Nuevo Mundo.

## Especies del género

### Micoureus alstoni
- Autor: Allen, 1900
- Nombres vernáculos en español: 
  - Marmosa lanuda de Alston
- Sinonimia:
  - Micoureus nicaraguae - Thomas, 1905
- Subespecies:
- Distribución geográfica: Costa caribeña de  Belice,  Guatemala,  Honduras,  Nicaragua,  Costa Rica,  Panamá y posiblemente  Colombia, incluidas las islas próximas.
- Estado de conservación: Casi amenazada (LR/nt)
- Particularidades:

### Micoureus constantiae
- Autor: Thomas, 1904
- Nombres vernáculos en español: 
  - Marmosa lanuda de vientre pálido
- Sinonimia:
  - Micoureus budini - (Thomas, 1920)
- Subespecies:
- Distribución geográfica: Este de  Bolivia, regiones adyacentes de  Brasil hasta el norte de  Argentina.
- Estado de conservación: Casi amenazada (LR/nt)
- Particularidades:

### Micoureus demerarae
- Autor: Thomas, 1905
- Nombres vernáculos en español: 
  - Marmosa lanuda de pelo largo
- Sinonimia:
- Subespecies:
  - Micoureus demerarae demerarae
  - Micoureus demerarae areniticola
  - Micoureus demerarae dominus
  - Micoureus demerarae esmeraldae
  - Micoureus demerarae meridae
- Distribución geográfica:  Colombia,  Venezuela,  Guyana,  Surinam,  Guayana Francesa,  Brasil,  Perú,  Bolivia.
- Estado de conservación: Menos preocupante (LR/lc)
- Particularidades:

### Micoureus paraguayanus
- Autor: Tate, 1931
- Nombres vernáculos en español: 
  - Marmosa lanuda de Paraguay
- Sinonimia:
- Subespecies:
  - Micoureus paraguayanus paraguayanus
  - Micoureus paraguayanus travassosi
- Distribución geográfica:  Brasil y  Paraguay.
- Estado de conservación: No clasificada
- Particularidades:

### Micoureus phaeus
- Autor: Thomas, 1899
- Nombres vernáculos en español: 
  - Marmosa lanuda de cola desnuda occidental
- Sinonimia: 
  - Micoureus perplexa
- Subespecies:
- Distribución geográfica: Vertiente occidental de los Andes desde  Colombia a  Ecuador.
- Estado de conservación: No clasificada
- Particularidades:

### Micoureus regina
- Autor: Thomas, 1898
- Nombres vernáculos en español: 
  - Marmosa lanuda de cola desnuda
- Sinonimia:
- Subespecies:
  - Micoureus regina germana
  - Micoureus regina regina
  - Micoureus regina rapossa
- Distribución geográfica:  Colombia,  Ecuador,  Perú,  Brasil,  Bolivia.
- Estado de conservación: Menos preocupante (LR/lc)
- Particularidades: